# Hotel Europa
L'Hotel Europa, o Edifici "El Ocaso" és un edifici del municipi de Reus (Baix Camp) inclòs en l'Inventari del Patrimoni Arquitectònic de Catalunya.

## Descripció
És un edifici cantoner de planta baixa i quatre pisos, amb la façana principal al raval de Santa Anna i la lateral al carrer del Vilar. La seva decoració és molt austera, i es concentra bàsicament a la zona superior, entre la línia d'imposta de les obertures de l'última planta que tenen perfil de mig punt, a diferència de les de la resta, i el coronament de l'edifici, on es combinen zones amb estries funiculades amb detalls de repertori vegetal. Una cornisa suportada per una successió de mènsules corona l'edifici.
A l'alçada de l'últim pis de la cantonada hi ha un gran medalló envoltat d'una orla vegetal, que feia el paper de rètol identificador de l'establiment. S'hi llegeixen les inicials del nom original, Hotel Europa. El medalló reforça la visió axial i treu profit de la situació cantonera de la casa. A la planta principal destaca la tribuna, que ocupa gairebé tota la façana i s'articula amb grups de dues columnes amb capitells jònics. Les obertures d'aquesta planta són de grans dimensions, buscant donar llum natural a l'interior, on originàriament se situava el restaurant. A la façana principal hi ha dues obertures, la de l'escala de veïns i la de l'actual local comercial, caracteritzat per dues elegants columnes de fosa de ferro. Les baranes dels balcons i la tribuna són de forja, amb un dibuix lineal molt senzill i elegant.

## Història
Va ser l'establiment de vins i habitatge de Ricard Ferraté i dels seus fills, els poetes Gabriel Ferrater i Joan Ferraté, on s'havia instal·lat al plegar l'Hotel Europa. El 1920, la societat anomenada "Hijos de José Magriñá" va presentar a l'Ajuntament la sol·licitud de llicència d'obres per construir un gran edifici de nova planta, que unificaria els números 13, del raval de Santa Anna i el 16 del carrer del Vilar, per tal d'instal·lar-hi un nou hotel situat al centre de la ciutat. Els plànols eren de l'arquitecte reusenc Josep Simó i Bofarull